# 1994년 동계 올림픽
1994년 동계 올림픽(영어: 1994 Winter Olympics, XVII Olympic Winter Games, 노르웨이어: Vinter-OL 1994)은 1994년 2월 12일부터 2월 27일까지 노르웨이의 릴레함메르에서 개최된 동계 올림픽이다.
1986년 국제 올림픽 위원회는 동계 올림픽을 하계 올림픽과 2년 주기로 교차 개최하기로 결정하고, 1988년 서울 올림픽 대회 직전에 1994년에 동계 올림픽을 릴레함메르에서 개최하기로 결정하였다. 다른 후보 도시는 미국의 앵커리지, 스웨덴의 외스테르순드, 불가리아의 소피아가 경쟁하였다. 이로써 릴레함메르 대회는 올림픽 사상 하계 올림픽과 다른 해에 열린 첫 대회가 되었다.

## 개최 도시 결정
1988년 9월 15일, 대한민국 서울에서 열린 IOC 총회에서 노르웨이 릴레함메르로 결정되었다.
| 도시         | 국가     | 1차 투표 | 2차 투표 | 3차 투표 |
| ------------ | -------- | -------- | -------- | -------- |
| 릴레함메르   | 노르웨이 | 25       | 30       | 45       |
| 외스테르순드 | 스웨덴   | 19       | 33       | 39       |
| 앵커리지     | 미국     | 23       | 22       | —        |
| 소피아       | 불가리아 | 17       | —        | —        |

## 개최 종목
| - 노르딕복합 - 루지 - 바이애슬론 - 봅슬레이 - 쇼트트랙 - 스노보드 - 스키점프 |  | - 스피드스케이팅 - 아이스하키 - 알파인스키 - 크로스컨트리 - 프리스타일 - 피겨스케이팅 |

## 참가국

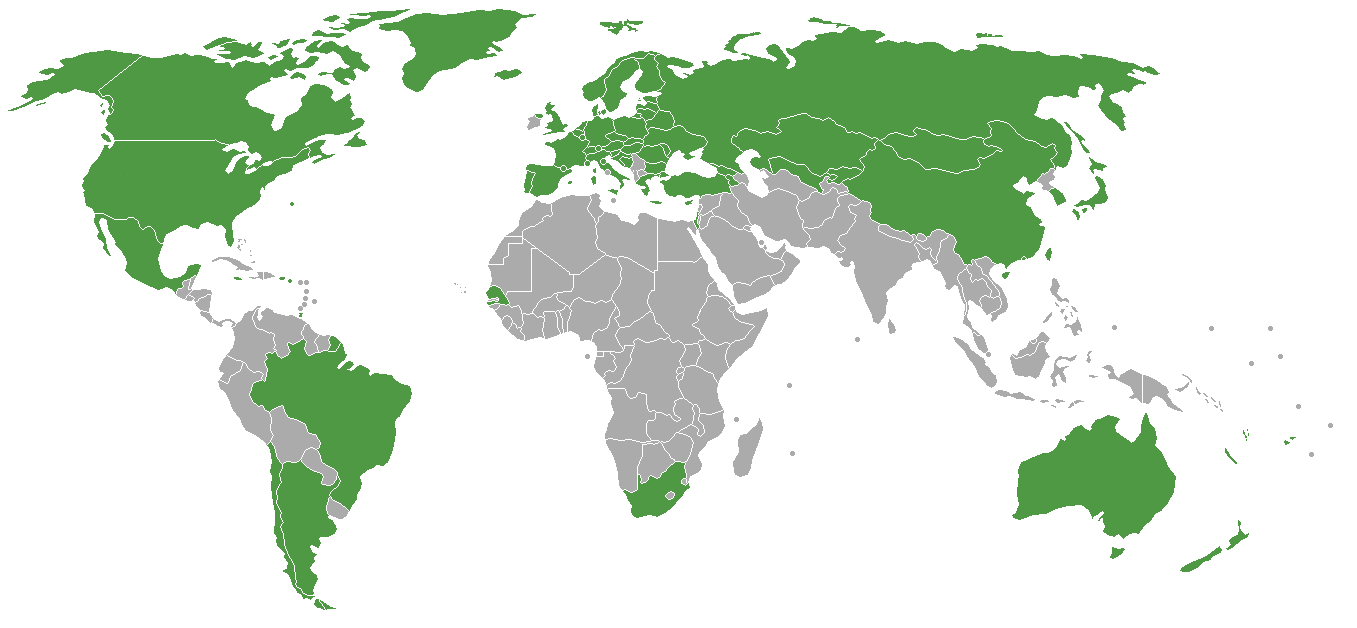
1994년 동계 올림픽 참가국

1994년 동계 올림픽에는 다음 67개 나라 올림픽 위원회에서 선수단을 파견했다.
소련에서 독립한 러시아, 우크라이나, 벨라루스, 몰도바, 조지아, 아르메니아, 카자흐스탄, 우즈베키스탄, 키르기스스탄이 처음으로 동계 올림픽에서 독립된 선수단으로 참가하였으며, 체코와 슬로바키아가 체코슬로바키아에서 분리되면서 독자적으로 동계 올림픽에 참가하였다. 이외에도 보스니아 헤르체고비나, 아메리칸사모아, 이스라엘, 트리니다드 토바고가 처음으로 참가하였다.
이외에도 인종 차별 정책인 아파르트헤이트로 인해 참가가 금지되어 있던 남아프리카 공화국은 1960년 동계 올림픽 이후 34년 만에 처음으로 동계 올림픽에 참가했다. (단, 이 대회는 국기가 아닌 올림픽 위원회기를 들고 참가하였다.)
| \| - 아메리칸사모아 (2) - 안도라 (6) - 아르헨티나 (10) - 아르메니아 (2) - 오스트레일리아 (25) - 오스트리아 (80) - 벨라루스 (33) - 벨기에 (5) - 버뮤다 (1) - 보스니아 헤르체고비나 (10) - 브라질 (1) - 불가리아 (17) - 캐나다 (95) - 칠레 (3) - 중화인민공화국 (24) - 크로아티아 (3) - 키프로스 (1) - 체코 (63) - 덴마크 (4) - 에스토니아 (26) - 피지 (1) - 핀란드 (61) - 프랑스 (98) \| - 조지아 (5) - 독일 (112) - 영국 (32) - 그리스 (9) - 헝가리 (16) - 아이슬란드 (5) - 이스라엘 (1) - 이탈리아 (104) - 자메이카 (4) - 일본 (57) - 카자흐스탄 (29) - 대한민국 (21) - 키르기스스탄 (1) - 라트비아 (27) - 리히텐슈타인 (10) - 리투아니아 (6) - 룩셈부르크 (1) - 멕시코 (1) - 몰도바 (2) - 모나코 (5) - 몽골 (1) - 네덜란드 (21) - 뉴질랜드 (7) \| - 노르웨이 (88) (개최국) - 폴란드 (28) - 포르투갈 (1) - 푸에르토리코 (5) - 루마니아 (23) - 러시아 (113) - 산마리노 (3) - 세네갈 (1) - 슬로바키아 (42) - 슬로베니아 (22) - 남아프리카 공화국 (2) - 스페인 (13) - 스웨덴 (84) - 스위스 (59) - 중화 타이베이 (2) - 트리니다드 토바고 (2) - 튀르키예 (1) - 우크라이나 (37) - 미국 (147) - 우즈베키스탄 (7) - 미국령 버진아일랜드 (8) \| | | |
| - 아메리칸사모아 (2) - 안도라 (6) - 아르헨티나 (10) - 아르메니아 (2) - 오스트레일리아 (25) - 오스트리아 (80) - 벨라루스 (33) - 벨기에 (5) - 버뮤다 (1) - 보스니아 헤르체고비나 (10) - 브라질 (1) - 불가리아 (17) - 캐나다 (95) - 칠레 (3) - 중화인민공화국 (24) - 크로아티아 (3) - 키프로스 (1) - 체코 (63) - 덴마크 (4) - 에스토니아 (26) - 피지 (1) - 핀란드 (61) - 프랑스 (98) | - 조지아 (5) - 독일 (112) - 영국 (32) - 그리스 (9) - 헝가리 (16) - 아이슬란드 (5) - 이스라엘 (1) - 이탈리아 (104) - 자메이카 (4) - 일본 (57) - 카자흐스탄 (29) - 대한민국 (21) - 키르기스스탄 (1) - 라트비아 (27) - 리히텐슈타인 (10) - 리투아니아 (6) - 룩셈부르크 (1) - 멕시코 (1) - 몰도바 (2) - 모나코 (5) - 몽골 (1) - 네덜란드 (21) - 뉴질랜드 (7) | - 노르웨이 (88) (개최국) - 폴란드 (28) - 포르투갈 (1) - 푸에르토리코 (5) - 루마니아 (23) - 러시아 (113) - 산마리노 (3) - 세네갈 (1) - 슬로바키아 (42) - 슬로베니아 (22) - 남아프리카 공화국 (2) - 스페인 (13) - 스웨덴 (84) - 스위스 (59) - 중화 타이베이 (2) - 트리니다드 토바고 (2) - 튀르키예 (1) - 우크라이나 (37) - 미국 (147) - 우즈베키스탄 (7) - 미국령 버진아일랜드 (8) |

## 메달 집계
| 순위 | 국가             | 금메달 | 은메달 | 동메달 | 합계 |
| ---- | ---------------- | ------ | ------ | ------ | ---- |
| 1    | 러시아 (RUS)     | 11     | 8      | 4      | 23   |
| 2    | 노르웨이 (NOR)   | 10     | 11     | 5      | 26   |
| 3    | 독일 (GER)       | 9      | 7      | 8      | 24   |
| 4    | 이탈리아 (ITA)   | 7      | 5      | 8      | 20   |
| 5    | 미국 (USA)       | 6      | 5      | 2      | 13   |
| 6    | 대한민국 (KOR)   | 4      | 1      | 1      | 6    |
| 7    | 캐나다 (CAN)     | 3      | 6      | 4      | 13   |
| 8    | 스위스 (SWI)     | 3      | 4      | 2      | 9    |
| 9    | 오스트리아 (AUT) | 2      | 3      | 4      | 9    |
| 10   | 스웨덴 (SWE)     | 2      | 1      |        | 3    |

## 대회 이모저모
- 올림픽 사상 처음으로 동계 올림픽이 하계 올림픽과 같은 해에 열리지 않는 첫 경기였다.

- 스키 점프 선수가 성화를 들고 스키점프대에서 입장하고 노르웨이 왕자가 성화를 점화하는 이색적인 대회였다.

- 개최국 선수인 요한 올라브 코스가 3개의 세계 기록을 세우며 3개의 금메달을 획득했다.

- 스위스의 브레니 슈나이더가 여자 알파인 스키종목을 석권하였고 이탈리아의 마누엘라 디 첸타는 여자 크로스 컨트리 스키에서 2개의 금메달을 포함하여 5개 전종목에서 메달을 획득하였다. 캐나다의 미리앙 베다르는 바이애슬론 여자 경기에서 2개의 금메달을 획득하여 비유럽 국가 선수 중에서는 처음으로 바이애슬론에서 금메달을 획득하였다.

- 대한민국의 김윤미는 만 14세의 나이로 쇼트트랙 여자 단체전에서 금메달을 획득하여 역대 최연소 동계올림픽 금메달리스트가 되었다.

- 노르웨이의 밴드 아하가 "Shapes That Go Together"를 불렀다.

- 대회의 로고는 북유럽의 특징을 살려 오로라로 선정되었고 실제 대회 중 오로라를 볼 수 있었다.

## 같이 보기
- 1994년 동계 패럴림픽